# بيسم (كورنوال)
بيسم (بالإنجليزية: Bissom)‏ هي قرية تقع في المملكة المتحدة في كورنوال.